# Lucius III
Le pape Lucius III, né Ubaldo Allucingoli, à Lucques vers l'an 1100 et mort en 1185 à Vérone, est le 171e pape. Il règne du 1er septembre 1181 à sa mort, le 25 novembre 1185. En 1181, il confirme les droits de Pise sur la Corse.

## Biographie
Le pape Lucius III, né vers l'an 1100, est originaire de la république indépendante de Lucques. Il est le fils d'Orlando, membre de la famille aristocratique des Allucingoli mais cela n'est pas prouvé. Il a des liens étroits avec les cisterciens, mais il semble qu'il n'ait jamais fait vœu.
Il est nommé cardinal par le pape Innocent II en décembre 1138 : initialement il est nommé cardinal-diacre de l'église Saint-Adrien-du-Forum (l'actuelle Curie Julia du Forum Romain) puis en mai 1141, cardinal-prêtre de la basilique Sainte-Praxède. Le pape Adrien IV l'élève au rang de cardinal-évêque d'Ostie en décembre 1158. Il a été le doyen du Collège des cardinaux et l'un des cardinaux les plus influents sous le règne de son prédécesseur, le pape Alexandre III.
Après avoir été élu pape en 1181, il vit à Rome de novembre 1181 à mars 1182, mais des dissensions dans la ville l'obligent à passer le reste de son pontificat en exil, principalement à Velletri, Anagni et Vérone.
Il conteste l'empereur romain Frédéric Barberousse au cours de la répartition des territoires de la fin des années de la comtesse Mathilde de Toscane. La controverse, sur la succession de l'héritage de la comtesse, est laissée en suspens par un accord de 1177. L'empereur propose en 1182 que la curie renonce à sa demande et reçoive en échange de deux dixièmes du revenu impérial d'Italie, un dixième pour le pape et l'autre dixième pour les cardinaux. Lucius III ne consent ni à cette proposition, ni à un autre compromis proposé par Frédéric Barberousse l'année suivante ; la discussion personnelle avec l'empereur à Vérone en 1184 ne mène à aucun résultat définitif.
Pendant le conflit entre l'empereur et la papauté, le problème de l'hérésie a besoin d'une réponse politique. En 1184, le pape Lucius III édicte la bulle pontificale Ad abolendam qui annonce que tous les « comtes, barons, les recteurs, [et] les consuls des villes et autres lieux » qui n'ont pas adhéré à la lutte contre l'hérésie, lorsqu'ils sont appelés à le faire, seraient excommuniés et leurs territoires déclarés interdits. Il déclare que ces dispositions dépendent de l'autorité apostolique de l'Église avec la sanction du pouvoir impérial.
Entretemps, d'autres causes de désaccord apparaissent, lorsque le pape refuse de se conformer aux souhaits de l'empereur Frédéric au sujet de la réglementation des élections épiscopales allemandes qui avaient eu lieu pendant le schisme, en particulier en ce qui concerne une élection contestée à Trèves, en 1183.
En novembre 1184, Lucius tient un concile à Vérone qui condamne les cathares, les pateri, les vaudois et les arnoldistes. Il frappe d'anathème tous ceux qui sont déclarés comme des hérétiques et leurs fauteurs. Contrairement à ce qu'on dit souvent, il n'a pas institué l'Inquisition.
En raison de sa politique anti-impériale, Lucius III refuse en 1185 de couronner l'empereur romain-germanique Henri VI en tant que successeur de Frédéric Barberousse ; la rupture entre l'Empire et la Curie Romaine se creuse notamment sur les questions de politique italienne.
En 1185, les préparatifs pour la troisième croisade commencent, en réponse aux appels du roi Baudouin IV de Jérusalem.
Lucius III meurt à Vérone le 25 novembre 1185, avant le début de cette croisade.

## Bulles
(liste non exhaustive)
- 1182 - bulle faisant mention de la chapelle Saint-Sulpice de Cigogne[4]
- 1182 - bulle exemptant l'abbaye de Lisle-en-Barrois de toute redevance
- 1184 - Ad abolendam
- 1193 - bulle à Hermengaud, abbé de l'abbaye Saint-Pons de Thomières, dans laquelle il énonce dans le détail le grand nombre d'églises et autres grands biens qui avaient été donnés jusqu'alors aux abbés et au Monastère de Saint-Pons de Thomières, en la possession desquels le souverain pontife les confirma, y ajoutant de grands privilèges[5]
- Entre 1181-1185, le pape Lucius III confirme par une bulle la décision rendue par les évêques de Soissons, de Laon et de Tournay à la suite d'une contestation survenue entre l'abbaye de Foigny et celle de Saint-Michel en Thiérache, au sujet de la possession de certaines forêts (XIIe siècle (1181-1185), à Velletri, le 18 des calendes de janvier; écrit latin). Pièce admirablement écrite, et très bien conservée[6]